# 三維掃描儀
三維掃描儀（3D scanner）是一種科學儀器，用來偵測並分析現實世界中物體或環境的形狀（幾何構造）與外觀資料（如顏色、表面反照率等性質）。蒐集到的資料常被用來進行三維重建計算，在虛擬世界中建立實際物體的數位模型。這些模型具有相當廣泛的用途，舉凡工業設計、瑕疵檢測、逆向工程、機器人導引、地貌測量、醫學資訊、生物資訊、刑事鑑定、數位文物典藏、電影製片、遊戲創作素材等等都可見其應用。三維掃描儀的製作並非仰賴單一技術，各種不同的重建技術都有其優缺點，成本與售價也有高低之分。目前並無一體通用之重建技術，儀器與方法往往受限於物體的表面特性。例如光學技術不易處理閃亮（高反照率）、鏡面或半透明的表面，而雷射技術不適用於脆弱或易變質的表面。工業計算機斷層掃描和結構光三維掃描儀可用於構建三維模型，而無須進行破壞性測試。

## 功能
三維掃描儀的用途是建立物體幾何表面的點雲（point cloud），這些點可用來插補成物體的表面形狀，越密集的點雲可以建立更精確的模型（這個過程稱做三維重建）。若掃描儀能夠取得表面顏色，則可進一步在重建的表面上貼上材質貼圖，亦即所謂的材質印射（texture mapping）。
三維掃描儀可類比為照相機，它們的視線範圍都呈現圓錐狀，資訊的蒐集皆限定在一定的範圍內。兩者不同之處在於相機所抓取的是顏色資訊，而三維掃描儀測量的是距離。由於測得的結果含有深度資訊，因此常以深度影像（depth image）或距離影像（ranged image）稱之。
由於三維掃描儀的掃描範圍有限，因此常需要變換掃描器與物體的相對位置或將物體放置於電動轉盤（turnable table）上，經過多次的掃描以拼湊物體的完整模型。將多個片面模型整合的技術稱做影像配準（image registration）或對齊（alignment），其中涉及多種三維比對（3D-matching）方法。

## 技術
三維掃描儀分類為接觸式（contact）與非接觸式（non-contact）兩種，後者又可分為主動掃描（active）與被動掃描（passive），這些分類下又細分出眾多不同的技術方法。使用可見光影像達成重建的方法，又稱做基於機器視覺（vision-based）的方式，是今日機器視覺研究主流之一。

### 接觸式掃描
接觸式三維掃描儀透過實際觸碰物體表面的方式計算深度，如座標測量機（CMM, Coordinate Measuring Machine）即典型的接觸式三維掃描儀。此方法相當精確，常被用於工程製造產業，然而因其在掃描過程中必須接觸物體，待測物有遭到探針破壞損毀之可能，因此不適用於高價值物件如古文物、遺跡等的重建作業。此外，相較於其他方法接觸式掃描需要較長的時間，現今最快的座標測量機每秒能完成數百次測量，而光學技術如雷射掃描儀運作頻率則高達每秒一萬至五百萬次。

### 非接觸主動式掃描
主動式掃描是指將額外的能量投射至物體，藉由能量的反射來計算三維空間資訊。常見的投射能量有一般的可見光、高能光束、超音波與X射線。

#### 時差測距（Time-of-Flight）

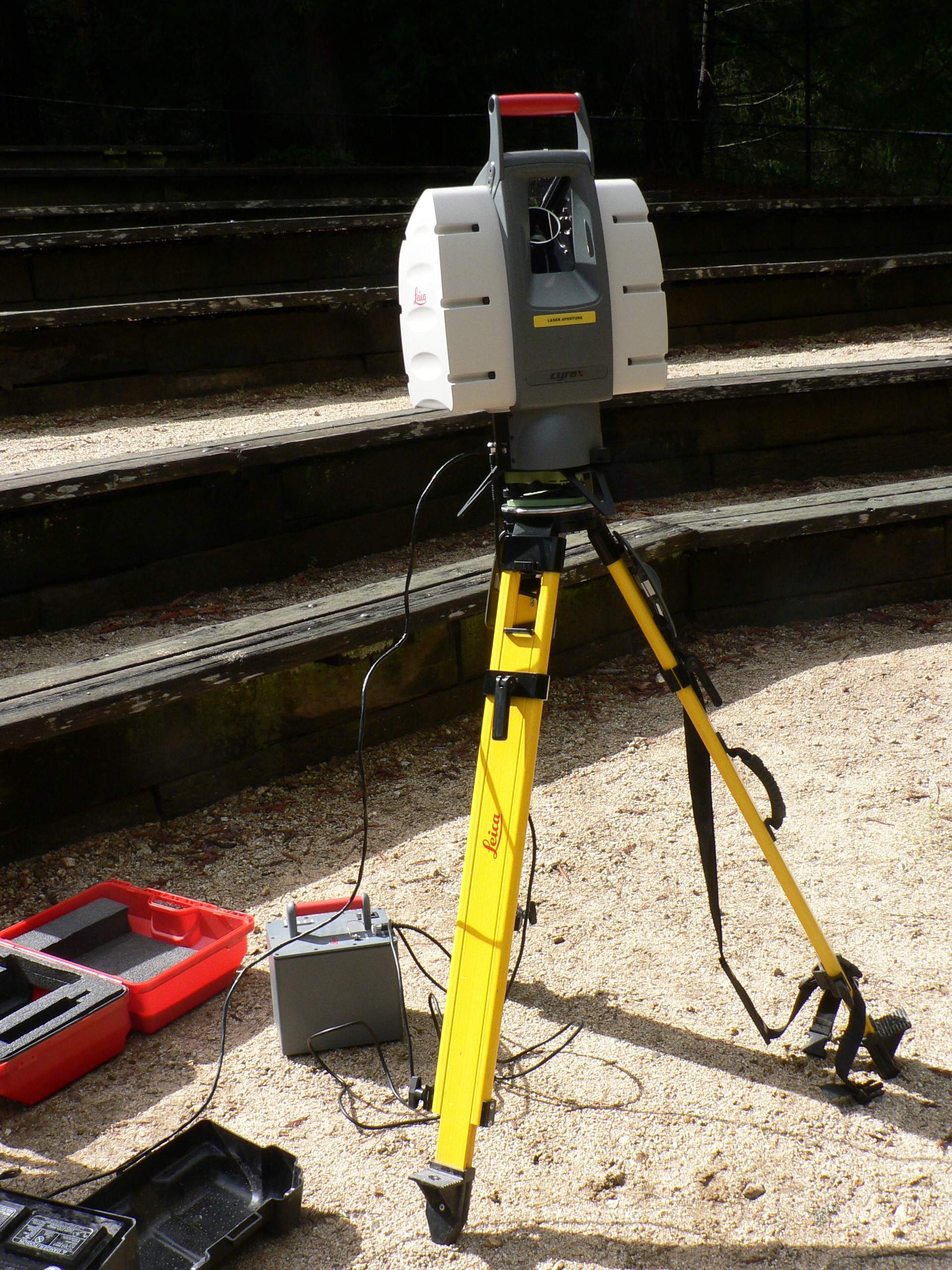
光達（lidar，LIght Detection And Ranging的縮寫，或稱3D雷射掃描儀）可用於掃描建築物、岩層（rock formations）等，以製作3D模型。光達的雷射光束可掃描相當大的範圍：如圖中此款的儀器頭部可水平旋轉360度，而反射雷射光束的鏡面則在垂直方向快速轉動。儀器所發出的雷射光束，可量測儀器中心到雷射光所打到第一個目標物之間的距離。

時差測距（time-of-flight，或稱'飛時測距'）的3D雷射掃描儀是一種主動式（active）的掃描儀，其使用雷射光探測目標物。圖中的光達即是一款以時差測距為主要技術的雷射測距儀（laser rangefinder）。此雷射測距儀確定儀器到目標物表面距離的方式，是測定儀器所發出的雷射脈衝往返一趟的時間換算而得。即儀器發射一個雷射光脈衝，雷射光打到物體表面後反射，再由儀器內的探測器接收訊號，並記錄時間。由於光速（speed of light) {\displaystyle c}為一已知條件，光訊號往返一趟的時間即可換算為訊號所行走的距離，此距離又為儀器到物體表面距離的兩倍，故若令{\displaystyle t}為光訊號往返一趟的時間，則光訊號行走的距離等於{\displaystyle (c\cdot t)/2}。顯而易見的，時差測距式的3D雷射掃描儀，其量測精度受到我們能多準確地量測時間{\displaystyle t}，因為大約3.3皮秒（picosecond；微微秒）的時間，光訊號就走了1公釐。
雷射測距儀每發一個雷射訊號只能測量單一點到儀器的距離。因此，掃描儀若要掃描完整的視野（field of view），就必須使每個雷射訊號以不同的角度發射。而此款雷射測距儀即可透過本身的水平旋轉或系統內部的旋轉鏡（rotating mirrors）達成此目的。旋轉鏡由於較輕便、可快速環轉掃描、且精度較高，是較廣泛應用的方式。典型時差測距式的雷射掃描儀，每秒約可量測10,000到100,000個目標點。

#### 三角測距（Triangulation）

Principle of a laser triangulation sensor. Two object positions are shown.

三角測距3D雷射掃描儀，也是屬於以雷射光去偵測環境情的主動式掃描儀。相對於飛時測距法，三角測距法3D雷射掃描儀發射一道雷射到待測物上，並利用攝影機尋找待測物上的雷射光點。隨著待測物（距離三角測距3D雷射掃描儀）距離的不同，雷射光點在攝影機畫面中的位置亦有所不同。這項技術之所以被稱為三角型測距法，是因為雷射光點、攝影機，與雷射本身構成一個三角形。在這個三角形中，雷射與攝影機的距離、及雷射在三角形中的角度，是我們已知的條件。透過攝影機畫面中雷射光點的位置，我們可以決定出攝影機位於三角形中的角度。這三項條件可以決定出一個三角形，並可計算出待測物的距離。在很多案例中，以一線形雷射條紋取代單一雷射光點，將雷射條紋對待測物作掃描，大幅加速了整個測量的行程。National Research Council of Canada是致力於研發三角測距雷射掃描技術的協會之一（1978）。

#### 手持雷射（Handhold Laser）
手持雷射掃描儀透過上述的三角形測距法建構出3D圖形：透過手持式裝置，對待測物發射出雷射光點或線性雷射光。以兩個或兩個以上的偵測器（電耦元件或 位置感測元件）測量待測物的表面到手持雷射產品的距離，通常還需要借助特定參考點－通常是具黏性、可反射的貼片－用來當作掃描儀在空間中定位及校準使用。這些掃描儀獲得的資料，會被匯入電腦中，並由軟體轉換成3D模型。手持式雷射掃描儀，通常還會綜合被動式掃描（可見光）獲得的資料（如待測物的結構、色彩分佈），建構出更完整的待測物3D模型。

#### 結構光源（Structured Lighting）
將一維或二維的圖像投影至被測物上，根據圖像的形變情形，判斷被測物的表面形狀，可以非常快的速度進行掃描，相對於一次測量一點的探頭，此種方法可以一次測量多點或大片區域，故能用於動態測量。

#### 調變光（Modulated Lighting）

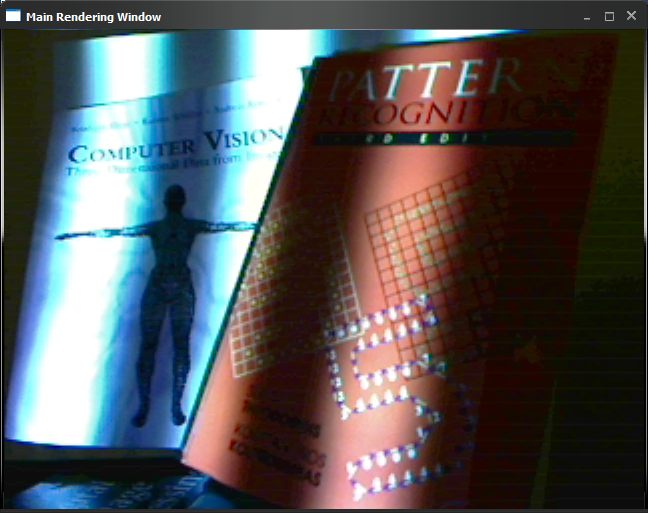
使用投影機將正弦波調變之光柵投射於書本上。

調變光三維掃描儀在時間上連續性的調整光線的強弱，常用的調變方式是週期性的正弦波。藉由觀察影像每個像素的亮度變化與光的相位差，即可推算距離深度。調變光源可採用雷射或投影機，而雷射光能達到極高之精確度，然而這種方法對於雜訊相當敏感。

### 非接觸被動式掃描
被動式掃描儀本身並不發射任何輻射線（如雷射），而是以測量由待測物表面反射周遭輻射線的方法，達到預期的效果。由於環境中的可見光輻射，是相當容易取得並利用的，大部分這類型的掃描儀以偵測環境的可見光為主。但相對於可見光的其他輻射線，如紅外線，也是能被應用於這項用途的。因為大部分情況下，被動式掃描法並不需要規格太特殊的硬體支援，這類被動式產品往往相當便宜。

#### 立體視覺法（Stereoscopic）
傳統的立體成像系統使用兩個放在一起的攝影機，平行注視待重建之物體。此方法在概念上，類似人類藉由雙眼感知的影像相疊推算深度（當然實際上人腦對深度資訊的感知歷程複雜許多），若已知兩個攝影機的彼此間距與焦距長度，而擷取的左右兩張圖片又能成功疊合，則深度資訊可迅速推得。此法須仰賴有效的圖片像素匹配分析（correspondence analysis），一般使用區塊比對（block matching）或對極幾何（epipolar geometry）演算法達成。
使用兩個攝影機的立體視覺法又稱做雙眼視覺法（binocular），另有三眼視覺（trinocular）與其他使用更多攝影機的延伸方法。

#### 色度成形法（Shape from Shading）
早期由B.K.P. Horn等學者提出，使用影像像素的亮度值代入預先設計之色度模型中求解，方程式之解即深度資訊。由於方程組中的未知數多過限制條件，因此須藉由更多假設條件縮小解集之範圍。例如加入表面可微分性質（differentiability）、曲率限制（curvature constraint）、光滑程度（smoothness）以及更多限制來求得精確的解。此法之後由Woodham衍生出立體光學法。

#### 立體光學法（Photometric Stereo）
為了彌補光度成形法中單張照片提供之資訊不足，立體光學法採用一個相機拍攝多張照片，這些照片的拍攝角度是相同的，其中的差別是光線的照明條件。最簡單的立體光學法使用三盞光源，從三個不同的方向照射待測物，每次僅開啟一盞光源。拍攝完成後再綜合三張照片並使用光學中的完美漫射（perfect diffusion）模型解出物體表面的梯度向量（gradients），經過向量場的積分後即可得到三維模型。此法並不適用於光滑而不近似於朗伯表面（Lambertian surface）的物體。

#### 輪廓法
此類方法是使用一系列物體的輪廓線條構成三維形體。當物體的部分表面無法在輪廓線上展現時，重建後將遺失三維資訊。常見的方式是將待測物放置於電動轉盤上，每次旋轉一小角度後拍攝其影像，再經由影像處理技巧去除背景並取出輪廓線條，蒐集各角度之輪廓線後即可「刻劃」成三維模型。

#### 使用者輔助
另外有些方法在重建過程中需要使用者提供資訊，借助人類視覺系統之獨特性能，輔助完成重建程序。
這些方式都是基於照片攝影原理，針對同個物體拍攝影像以推算三維資訊。另一種類似的方式是全景重建（panoramic reconstruction），乃是在定點上拍攝四周影像使之得以重建場景環境。

## 重建
透過3D掃描後的點雲或表面資料，能夠建構出2D圖面(平面圖、立面圖、剖面圖等標準圖)及3D模型，可利用其他自動化工具將形體重新建造實體，亦可透過視覺化設備提供平面或立體的顯示效果，輔助的相關工具：

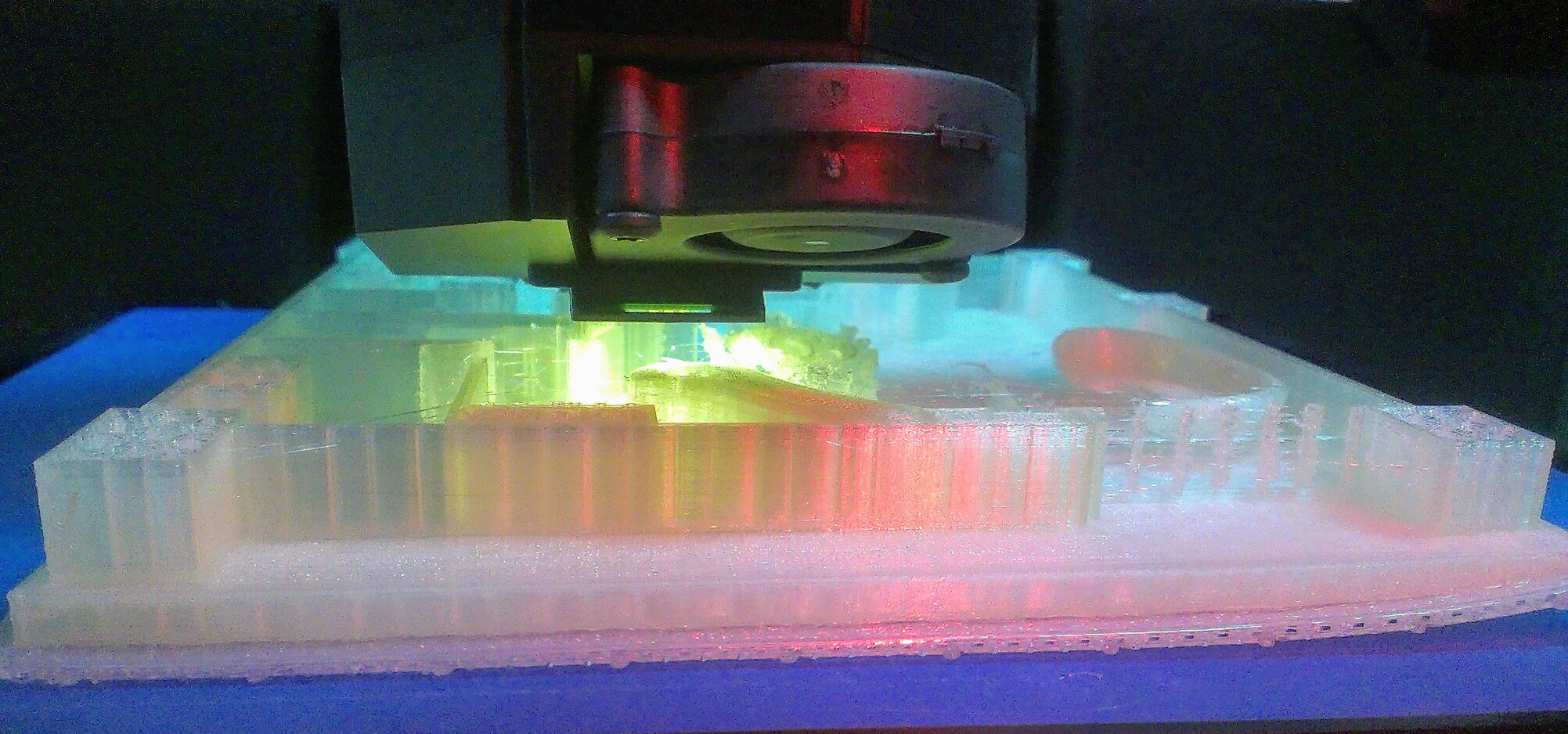
3D列印過程

- 2D圖面
  - CNC 數控自動工具機
  - 雷射切割(雕刻)機
- 3D模型3D列印過程
  - 3D列印機
  - CNC 數控自動工具機
  - 立體顯示器

## 應用

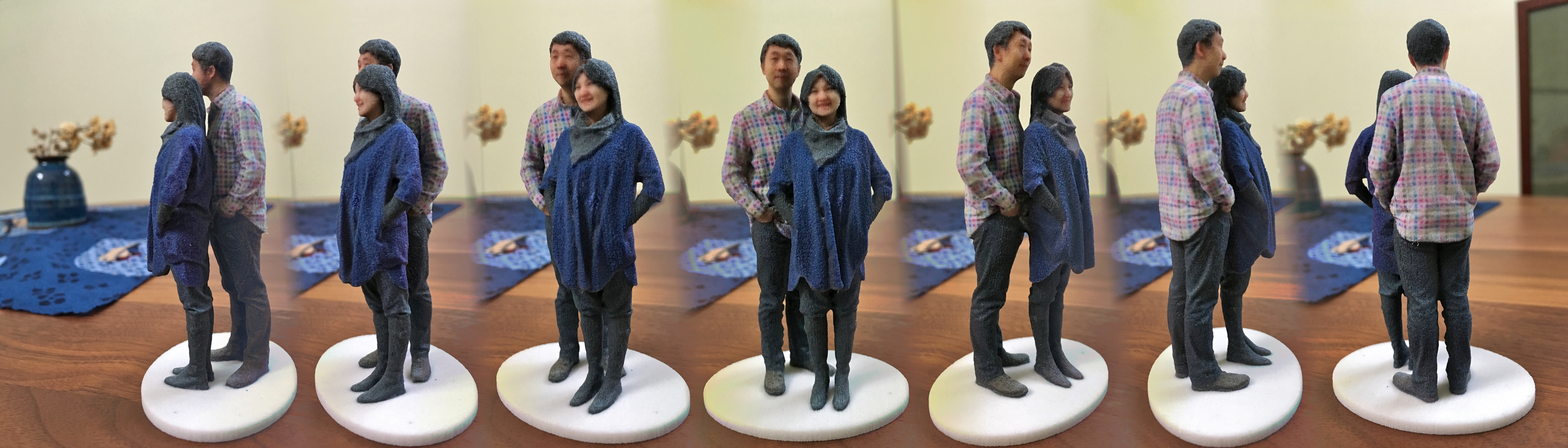
在馬德羅丹製作的3D自拍，由Shapeways3D列印。

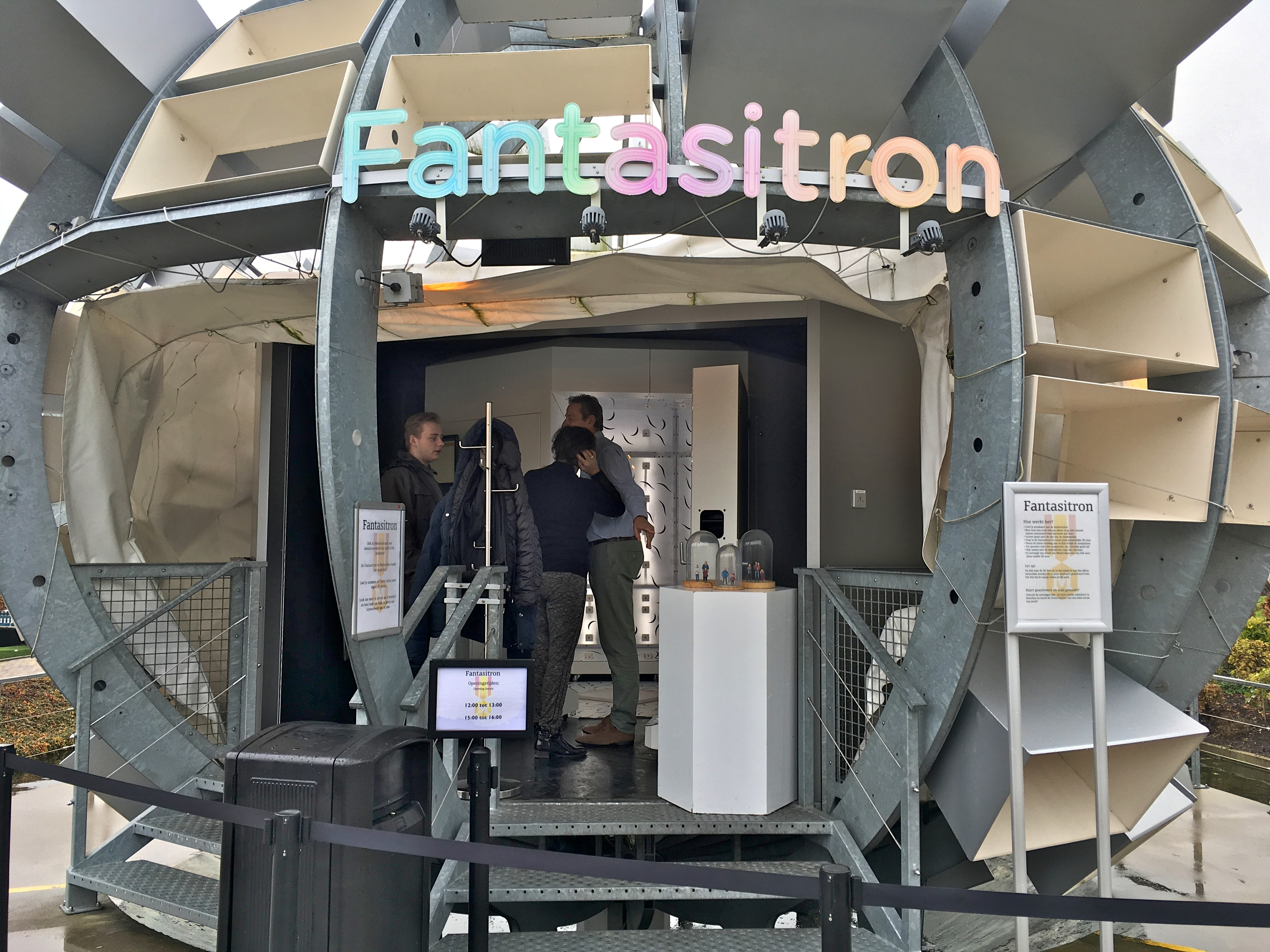
Fantasitron 3D自拍的照片展台

### 逆向工程
逆向工程，是一種技術過程，即對一項目標產品進行逆向分析及研究，從而演繹並得出該產品的處理流程、組織結構、功能性能規格等設計要素，以製作出功能相近，但又不完全一樣的產品。逆向工程源於商業及軍事領域中的硬件分析。其主要目的是，在不能輕易獲得必要的生產信息下，直接從成品的分析，推導出產品的設計原理。 逆向工程可能會被誤認為是對知識產權的嚴重侵害，但是在實際應用上，反而可能會保護知識產權所有者。例如在集成電路領域，如果懷疑某公司侵犯知識產權，可以用逆向工程技術來尋找證據。

### 文化資產
透過3D掃描可將各種物件進行記錄，小至各種文物、藝術品，大至歷史建築、街區建築甚至整體都市環境都可以透過掃描數位化，作為文化資產上之應用，可分為以下幾種用途：
- 紀錄樣貌
- 未來修復之依據
- 實體複製

## 外部連結
- 3D Photography Course Notes（页面存档备份，存于）
- MeshLab（页面存档备份，存于） - Open Source program for aligning, merging, cleaning up and simplifying scanned meshes
- Scanalyze（页面存档备份，存于） - Open Source program for aligning and merge range data
- Manual 3D scanner（页面存档备份，存于） 3D scan technology description